# Teatro San Carlo

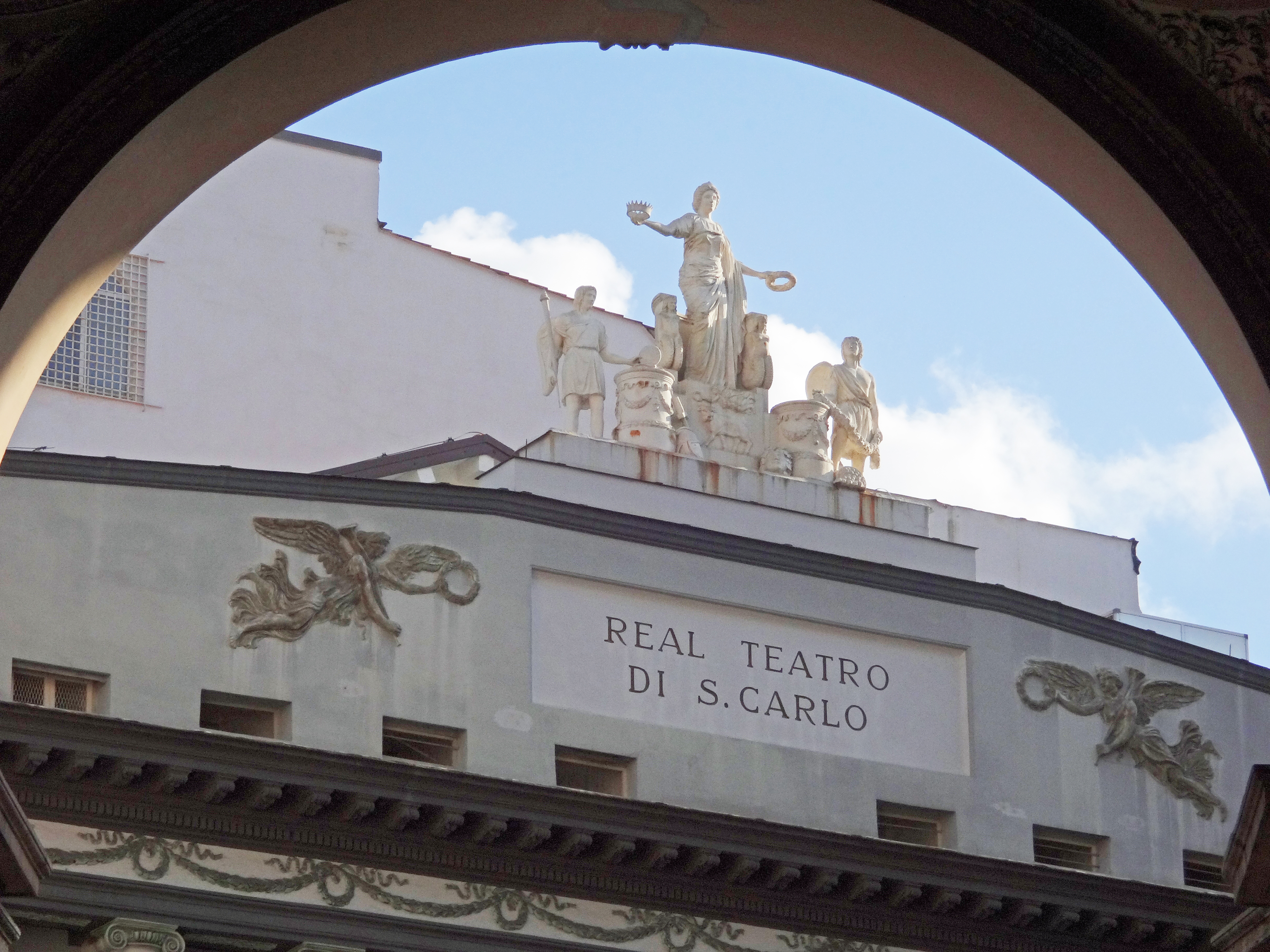
Průčelí divadla

Real Teatro di San Carlo, známé spíše jen jako Teatro (di) San Carlo, je neapolský operní dům, nejstarší nepřetržitě provozovaná veřejná opera na světě (dříve však v Neapoli byly také jiné operní scény). Byla otevřena 4. listopadu 1737, desítky let před milánským Teatro alla Scala (1778) či benátským divadlem Teatro La Fenice (1792).

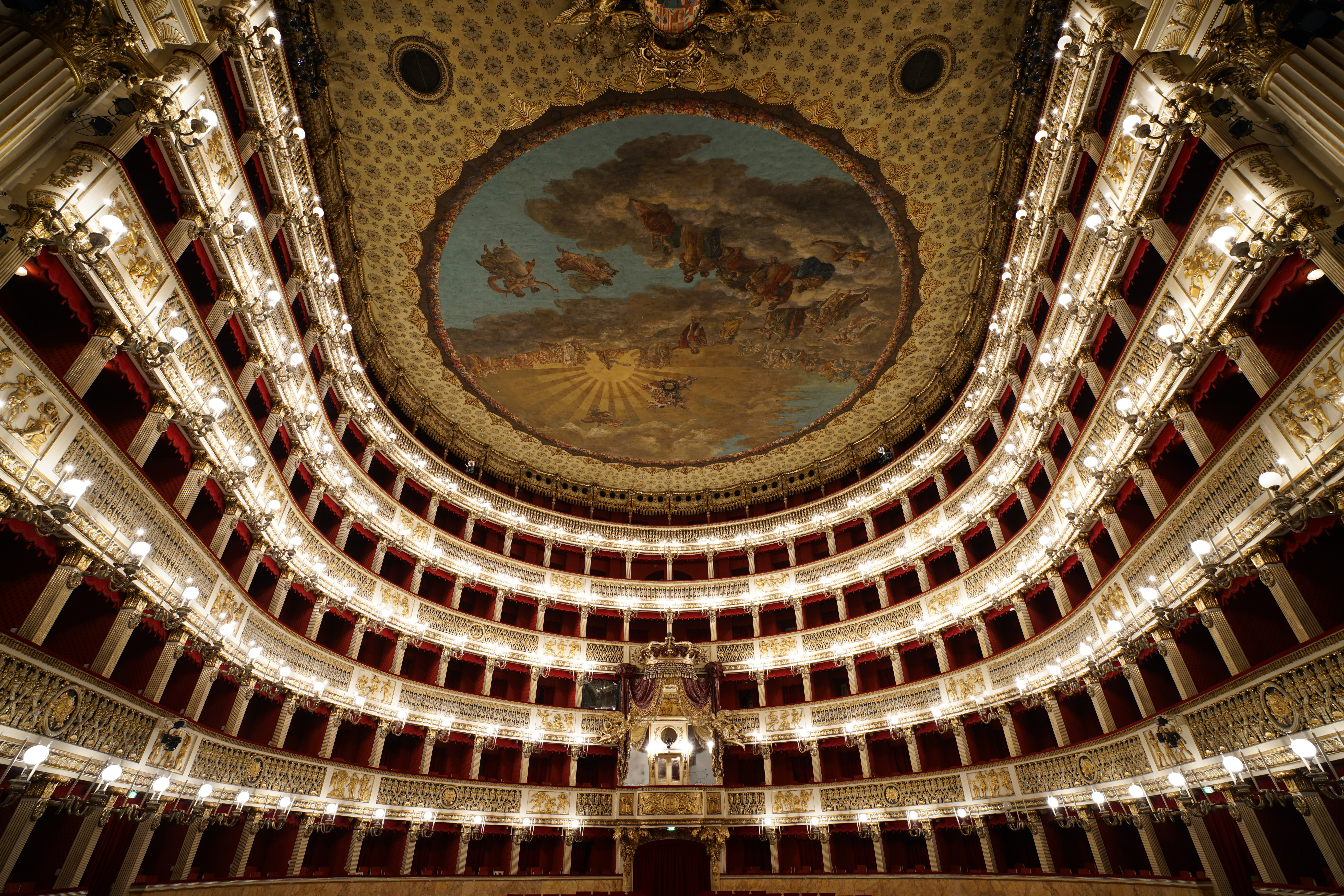
Hlediště divadla

## Založení divadla
Stavbu divadla objednal neapolský král Karel III. Španělský, aby obohatil město o nové a větší divadlo, než bylo tehdejší chátrající a nedostačující divadlo San Bartolomeo z roku 1621. Divadlo navrhl architekt Giovanni Antonio Medrano a dosavadní ředitel divadla San Bartolomeo Angelo Carasale.
Hlediště bylo 28,6 m dlouhé a 22,5 m široké. Mělo 184 lóží uspořádaných do šesti pořadí a královskou lóži pro 10 osob. V divadle bylo 1379 sedadel a spolu s místy k stání bylo schopno pojmout více než 3 000 diváků. Stalo se tak největším operním divadlem na světě. Bylo slavnostně otevřeno 4. listopadu 1737 na královy jmeniny operou Domenica Sarra Achille in Sciro na libreto Pietra Metastasia. Král byl stavbou nadšen a veřejně před zahájením představení architektovi poděkoval. Při té příležitosti požádal architekta, zda by nebylo možné propojit divadlo chodbou se sousedícím královským palácem, aby mohl nerušeně přicházet a odcházet. Než představení skončilo byla chodba hotova, včetně osvětlení a vytapetování.
Zpočátku se v divadle hrála výhradně opera seria umělců neapolské operní školy. Jednalo se především o díla skladatelů Leonardo Leo, Nicola Porpora, Leonardo Vinci, Johann Adolf Hasse, Gaetano Latilla, Niccolò Jommelli, Baldassare Galuppi, Niccolò Piccinni, Antonio Sacchini, Carlo Broschi (Farinelli), Tommaso Traetta, Giacomo Tritto, Giovanni Paisiello a Domenico Natale Sarro. Komické opery stylu opera buffa se hrály v jiných neapolských divadlech, jako bylo Teatro Mercadante (v té době s názvem "Fondo dei Lucri "), Teatro San Bartolomeo nebo Teatro dei Fiorentini. Jak postupně rostla prestiž divadla přilákalo osobnosti mezinárodního věhlasu. V roce 1752 se na této scéně konala světová premiéra opery La clemenza di Tito Christopha Willibalda Glucka. Své opery Catone in Utica (1761) a l'Alessandro nell'Indie (1762) zde představil Johann Christian Bach. Svá díla zde uvedli i Josef Mysliveček, Georg Friedrich Händel, Joseph Haydn a Johann Adolf Hasse (který do Neapole dokonce přesídlil).
V roce 1799, po dobu tzv. Parthenopské republiky, neslo divadlo název Teatro Nazionale di San Carlo, ale po její porážce se vrátilo ke starému názvu.

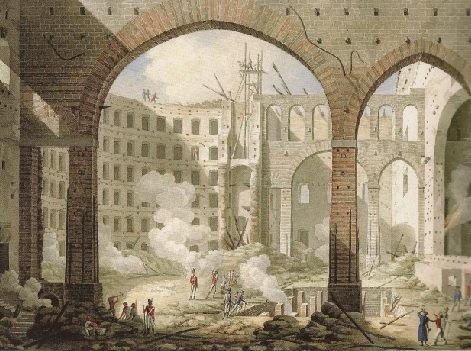
Divadlo po požáru 13. února 1816

Dne 13. února 1816 vypukl během kostýmové zkoušky na baletní představení požár, rychle se rozšířil a zničil část budovy.

## Zlatý věk divadla

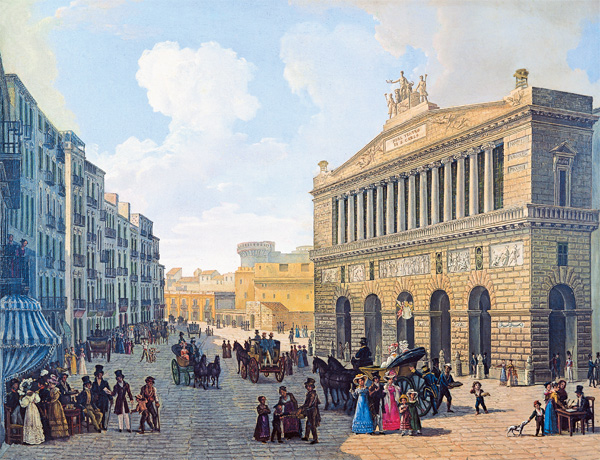
Divadlo v roce 1830.

Na příkaz krále Ferdinanda IV. byla přestavba divadla architektem Antoniem Niccolinim provedena během 10 měsíců. Hlediště bylo přestavěno do tradiční podkovovité podoby s 1 444 sedadly a proscéniem šířky 33,5 m a výšky 30 m. Jeviště bylo hluboké 34,5 m. Divadlo bylo otevřeno 12. ledna 1817 operou německého skladatele Johanna Simona Mayra Il sogno di Partenope.
V letech 1815–1822 byl uměleckým ředitelem a hlavním skladatelem Gioacchino Rossini. V této době zkomponoval pro divadlo deset oper: Alžběta, královna anglická (Elisabetta, Regina d'Inghilterra) (1815), Noviny (La gazzetta), Othello (Otello, ossia il Moro di Venezia (1816), Armida (1817), Mojžíš v Egyptě (Mosè in Egitto), Ricciardo e Zoraide (1818), Ermione, Bianca e Falliero, Eduardo e Cristina, La donna del lago (Jezerní paní) (1819), Maometto II (Mohamed II.) (1820) a Zelmira (1822).
Nástupcem Rossiniho se stal nejprve krátce Giovanni Pacini a po něm ještě v roce 1822 Gaetano Donizetti. Jako umělecký ředitel královských operních domů působil Donizetti až do roku 1838. Zkomponoval zde 16 oper, mezi nimi i slavná díla jako Marie Stuartovna (Maria Stuarda) (1834), Roberto Devereux (1837), Poliuto (1838) a Lucia di Lammermoor (1835).
Giuseppe Verdi uvedl zde v roce 1841 svou operu Oberto Conte di San Bonifacio. V roce 1845 měla zde premiéru také opera Alzira a v roce 1849 další Verdiho dílo Luisa Miller. Pro Teatro San Carlo psal původně i operu, která se měla jmenovat Gustavo III. Po zásahu cenzora musel operu přepracovat. Nová verze pak byla uvedena v Římě pod názvem Un ballo in maschera (Maškarní ples) a stala se jednou z nejhranějších Verdiho oper.
Z dalších významných skladatelů té doby zde mj. Vincenzo Bellini uvedl svou operu Bianca e Fernando.
V roce 1844 získalo hlediště pod vedením Niccoliniho, jeho syna Fausta a Francesca Maria dei Giudice nový vzhled. Dostalo své od té doby tradiční červené a zlaté zbarvení. Na návrh Verdiho bylo v roce 1872 zřízeno orchestřiště a v roce 1890 zavedeno elektrické osvětlení. V této podobě pak divadlo existovalo až do roku 1943, kdy bylo poškozeno při bombardování za druhé světové války.

## Úpadek a znovuzrození
Sjednocením Itálie v roce 1861 ztratila Neapol postavení hudebního centra země a vedoucím operním domem Itálie se stala La Scala v Miláně. Úbytek příjmů ze vstupného vedl v roce 1874 k dočasnému uzavření opery. Na přelomu století však došlo ke znovuzrození, o které se zasloužili zejména skladatelé veristických oper Giacomo Puccini, Pietro Mascagni, Ruggero Leoncavallo, Umberto Giordano a Francesco Cilea.
Na konci 19. století byl vytvořen vlastní symfonický orchestr pod vedením Giuseppe Mattucciho, který dosáhl vynikající úrovně a přitahoval zájem takových osobností jako byli dirigent Arturo Toscanini, či skladatelé Pietro Mascagni a Richard Strauss.

## Divadlo po druhé světové válce
Během druhé světové války bylo divadlo poškozeno bombardováním. Hned po osvobození Neapole v říjnu 1943 zorganizoval Peter Francis z britského královského dělostřelectva základní opravy a o tři týdny později bylo divadlo znovu otevřeno hudební revuí. První operní představení, Pucciniho Bohéma, se konalo 26. prosince 1943.
V letech 2008–2009 prošlo divadlo novou rekonstrukcí, při níž byla zmodernizována jevištní technika, zavedena vzduchotechnika a přestavěny i prostory pro diváky včetně výzdoby. Opera byla v nové podobě otevřena 27. ledna 2010 Mozartovou operou La clemenza di Tito nastudovanou k 254 výročí skladatelova narození.
1. října 2011 bylo v sousedství divadla otevřeno muzeum zvané MEMU (zkratka pro "paměť" a "muzeum"), které dokumentuje historii divadla San Carlo a italské opery vůbec.